# ارسلان (نام)

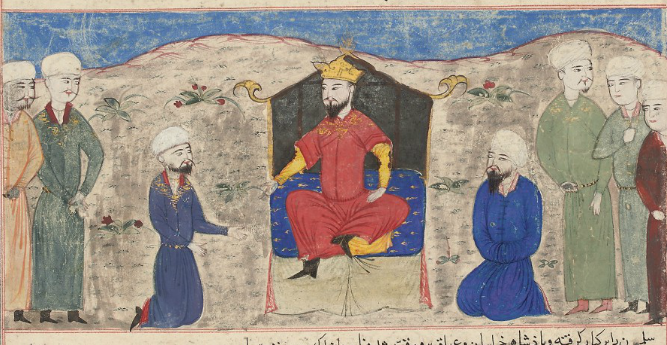
مینیاتوری از آلپ ارسلان

ارسلان (انگلیسی: Arslan)، نامی تُرکی و مردانه است؛ که از جنوب‌شرقی اروپا و مجارستان بلغارستان و روسیه مدیترانه‌‌ بوسنی و یونان تا سیبری، ایران، ترکیه، آسیای مرکزی، پاکستان هند و چین استفاده می‌شود و به معنای شیر، و به مجاز به معنای مرد شجاع و دلیر است.

## افراد

### عنوان
- آلپ ارسلان دومین سلطان سلجوقی
- ایل ارسلان سومین پادشاه خوارزمشاهیان
- ارسلان‌شاه غزنوی
- ارسلان‌شاه یکم (سلجوقیان کرمان)
- قلج ارسلان یکم